# Germantown Hills
Germantown Hills est un village situé au centre-ouest du comté de Woodford, dans l'Illinois, aux États-Unis,. Il est incorporé le 26 juillet 1954.

## Démographie
Lors du recensement de 2010, le village comptait une population de 3 438 habitants. Elle est estimée, en 2017, à 3 460 habitants.

### Source de la traduction
- (en) Cet article est partiellement ou en totalité issu de l’article de Wikipédia en anglais intitulé « Germantown Hills, Illinois » (voir la liste des auteurs).